# Ernestina Jelovšek
Ernestina Jelovšek, slovenska pisateljica in šivilja, * 18. december 1842, Ljubljana, † 3. december 1917, Ljubljana. 
Ernestina je drugorojeni otrok Ane Jelovšek in Franceta Prešerna. Prešernova zapuščina ji je utrla pot v literarne kroge. Njeno najpomembnejše delo so Spomini na Prešerna, ki predstavljajo pomemben doprinos k prešernoslovju.

## Življenje
Ernestina Jelovšek se je rodila 18. decembra 1842 na Starem trgu v Ljubljani v domu staršev Ane Jelovšek. Bila je druga hči Ane Jelovšek in Franceta Prešerna, njuna prvorojenka Terezija je umrla še pred Ernestininim rojstvom. Ernestino je mati dala v rejo na Ig, Prešeren je bil zaradi sporov z Ano z Ernestino malo v stiku, preživnino je pošiljal prek tretje osebe. Na njegovo željo je Ana vzela Ernestino pri dveh letih iz reje. Leta 1845 je Ernestina dobila brata Jožeta. Ana je dala Ernestino svojemu bratu Martinu, sina Jožeta pa v rejo. Prešeren je Ernestino redno obiskoval, iz tega obdobja je Ernestina ohranila najlepše spomine, ki jih je zapisala v delu Spomini na Prešerna. Po letu 1846 se je Prešernovo gmotno stanje zelo poslabšalo, nehal je pošiljati denarno podporo. Ko je bila Ernestina stara šest let, jo je mama skupaj z bratom Jožetom peljala v Kranj, da bi Prešeren na smrtni postelji otroka priznal za svoja. Ernestina je tedaj zadnjič videla očeta. 
V otroških letih je bila Ernestina precej občutljiva in zaprta vase. Zgodaj se je morala privaditi revščini. Po Prešernovi smrti je družina živela v veliki stiski. Prešeren je otroka imenoval za svoja dediča, čeprav jima ni nič zapustil. Jožetov in Ernestinin skrbnik dr. Rudolf je s posredovanjem škofa Wolfa pri Bernbacherju pridobil podporo enega goldinarja na mesec kot izjemno miloščino, ki jima je bila namenjena do desetega leta. Bernbacher je umrl 1850, takrat sta otroka nehala prejemati miloščino.
Oktobra 1850 je Ernestina začela obiskovati uršulinsko šolo, kjer se je izkazala kot pridna in pametna, bila je najboljša učenka v razredu. Med uršulinke, kamor si je želela vstopiti, je niso sprejeli, saj je bila nezakonski otrok. Naučila se je šivati, pri osmih letih si je sama prislužila za hrano in po en krajcar dnevno. Čeprav se je želela izobraževati, jo je mati po štirih letih vzela iz šole. 1855 je umrl brat Jože. Ana Jelovšek je odšla služit v Trst, trinajstletna Ernestina je ostala sama v Ljubljani, sprva je bila pestunja, za delo je prejemala 50 krajcarjev. Kasneje ji je pomagal stric. Leta 1856 je odšla za mamo v Trst. Ko je bil iz službe odpuščen Anin ljubimec Stehna, je morala Ernestina delati tudi ponoči in začela bolehati. Julija 1866 sta Ana in Ernestina sledili Stehni na Dunaj. Ernestina je materi pomagala pri šivanju.
V zadnjih letih svojega življenja ji je mati pojasnila svoje razmerje s Prešernom. Ernestina se je obrnila na dr. Razlaga, ki se je zanjo zavzel. Na pobudo pravnika Slanca so dunajski visokošolci izkupiček dobrodelnega koncerta izročili Ani in Ernestini. Po materini smrti 1875 je Ernestina zbolela in šla v bolnišnico, ko si je opomogla, se je leta 1877 vrnila v domovino. Zanjo so se zavzele nekatere ljubljanske gospe, še posebej Tavčarjeva žena Franja Tavčar, in ji omogočile delo šivilje. Bila je v prijateljskih zvezah z Vatroslavom Holzem, Josipom Cimpermanom, Antonom Aškercem. Kasneje se je preživljala od skromnih podpor, ki jih je zbirala Manica Koman. Tik pred smrtjo so jo slepo prepeljali v ubožnico. Tam je umrla na Prešernov rojstni dan, 3. decembra 1917. Leta 1967 so njene posmrtne ostanke prenesli v Prešernov gaj v Kranju. Pokopana je blizu očetovega spomenika.

## Delo
Spomini na Prešerna so njeno najpomembnejše delo, ki je v slovenščini izšlo 1903. Prevedel ga je Janko Kessler, izdal Anton Aškerc. Delo je nastajalo med letoma 1875 in 1876, večinoma na Dunaju. Tam se je ukvarjala s politiko, svoje nazore je delila v pismih in diskusijah z znanimi politiki, med njimi tudi z dr. Razlagom, tedanjim poslancem. Njeni nazori bi se lahko razvili pod vplivom Razlaga, saj se je z njegovimi idejami dosledno strinjala; sovražila je klerikalizem, posebno pa dr. Bleiweisa. Pozneje je te svoje nazore omilila. Bleiweisovo delovanje jo je osebno prizadelo, saj naj bi on oviral delovanje in napredek mladoslovencev, menila je, da je sovražil Prešerna, da je razvrednotil njegovo prizadevanje za razvoj in napredek, očital mu je pisanje v bohoričici in njegovo delo cenil manj od dela Koseskega. Bleiweisovi politiki je kljub temu pripisovala ustrezne zasluge; meni, da je skupaj s klerikalci prvi ljudem predstavil idejo naroda.
Leta 1886 je bila navedena med sodelavci Ljubljanskega zvona v zvezi z razpravo, ki jo je objavila leta 1883 objavila pod naslovom Preširen človek. Iz pisem Levcu je razvidno, da je bila pripravljena za Zvon pisati še naprej, a urednik njenih prispevkov ni upošteval. Leta 1900 je v Ljubljanskem zvonu izšla črtica V samotni uri, leta 1902 črtica Dan v Vrbi. Kot članica Splošnega slovenskega ženskega društva je imela leta 1903 dve predavanji o očetu. Predavanje Prešeren in Slovenke je izšlo 1903 v Slovenskem narodu. 
Njeno ustvarjanje je bilo preskromno, da bi se mogla z njim preživljati. Delo je trpka obtožba naroda, ki ne zna ceniti vrednosti sedanjosti, temveč le preteklost, ko je že prepozno, da bi se preprečil propad njihovih tvorcev, s čimer je merila na veljavo Prešerna, ki jo je pridobil šele po smrti.  

### Črtice in predavanje
Ernestina Jelovšek je napisla pet črtic, dve so objavili, tri so ostale v rokopisu, od tega dve v nemščini. Dan v Vrbi je izšla v Ljubljanskem zvonu 1902. Ernestina je 1902 prvič obiskala Prešernovo rojstno hišo v Vrbi. Na domačiji je gospodaril Jože Vovk, Ernestinin mlajši bratranec. Ernestina si dolgo ni želela videti Prešernove rojstne hiše, želela je na njegov grob, zato je tudi odšla v domovino. Na poti zaradi naravnih lepot spozna, zakaj je imel Prešeren rad Gorenjsko, zakaj je ostal zvest slovenstvu in slovenskemu jeziku. Črtica V samotni uri, objavljena v Ljubljanskem zvonu 1900, je bila zapisana okoli stoletnice Prešernovega rojstva. Ernestina se primerja z grmičem, ki je izpostavljen vetru, nevihtam, a še vedno raste ob misli na jutranji sončni žarek. Za Ernestino je bil jutranji žarek Prešeren. Sedaj življenje enači s trpljenjem. 
Črtica Bilo je je rokopis v slovenščini iz leta 1903, hrani ga SAZU. V trenutkih samote Ernestina premišljuje o preteklosti, pravi, da se življenje sedaj zaključuje. Otroštvo, ki ji je oblikovalo značaj, je bilo zanjo kljub revščini srečno obdobje. Svoje življenje primerja z učilnico, če bi imela dar pripovedovanja, bi lahko o življenju zapisala mnogo več. Čtica Nezakonska mati je nedatiran rokopis v nemščini, ki ga hrani SAZU v Kidričevi zapuščini. Je interpretacija Prešernove pesmi Nezakonska mati, ki preide v razmišljanje o nezakonskih otrocih in njihovi usodi. Pesem vsebinsko predstavi.  Skozi prizadevanje matere, da poskrbi za svojega nezakonskega otroka, se kaže moralna tendenca pesmi. V temačnih urah je nedatirana rokopisna črtica v nemščini, hrani jo SAZU v Kidričevi zapuščini. Razdeljena je na tri dele, in sicer Sočutje, Slavec ter Ujeti Slavec. V Sočutju piše o ljudeh, ki nosijo svoje srce na dlani, in ljudeh, ki čustev ne kažejo. Človek mora biti srečen ali pa trpeti tedaj, ko ga nihče ne vidi. V fantazijskem Slavcu piše o sanjah, v katerih ji je v podobi slavca govorila ljubezen. V Ujetem slavcu se počuti osamljeno, razpravlja o ujetosti slavca in pesnika. Te tri rokopisne črtice so danes objavljene v knjigi Janeza Mušiča Sila Spomina.
Prešeren in Slovenke je predavanje, ki ga je imela na obletnico Prešernove smrti, 8. februarja 1903, za članice Splošnega slovenskega ženskega društva, ki je nato izšlo v Slovenskem narodu. Prešerna predstavi subjektivno, svoj govor primerja z govorom matere hčeri, ki govori o svoji edini ljubezni. Prešerna bi morala poznati vsaka vsaj malo izobražena Slovenka, saj je v svojih pesmih opeval Slovenko in njeno lepoto. Ta lepota je le začasna, zato mora ženska poleg lepote imeti tudi dobro srce, drugače pesnik izgubi svojo vero. Prešeren si je želel, da bi Slovenke cenile njegovo poezijo zato, ker je bila domača, slovenska. Prešeren je s poučevanjem Luize Pesjak pokazal, da se zavzema za izobraževanje žensk. Ernestina je predavanje zaključila z navezavo na Zdravljico, kjer naj bi po njeno Prešeren zapisal oporoko in kjer se je spomnil na Slovenke.

### Spomini na Prešerna
Na pobudo Razlaga je od 1875—76 v nemščini pisala svoje spomine (Erinnerungen an Dr. Franz Prešern). Razlagu jih je izročila skupaj s Prešernovo literarno zapuščino, ki jo 1876 dobila od Bleiweisa, kasneje je to prejel Levstik. Nov sestavek spominov brez naslova je Ernestina napisala 1877. Levstik Ernestininih podatkov ni uporabil nikjer, po njegovi smrti je Ernestina spomine prejela nazaj skupaj s Prešernovo literarno zapuščino. Za Levca je 1888 napisala nov rokopis spominov, po Razlagovi smrti je prejela svoje prvotne spomine, jih prepisovala in popravljala od 1880—83. Ta rokopis je v skrčeni obliki izdala v slovenskem prevodu Kesslerja leta 1903. 
Spomini na Prešerna so sestavljeni iz predgovora, krajšega sestavka, ki nadomešča uvod in devetih poglavij. Na začetku vsakega poglavja predstavi vsebino poglavja (1. poglavje: Dr. Razlag. Verodostojnost glavnega vira »Spominom«. Prešeren, njegova zunanjost. Nekoliko potez iz njegovega značaja. Njegovi nazori o ženstvu. Iz njegovih dijaških let.; 2. poglavje: Julija Primic. Dr. Crobath. Emil Korytko in grof Horodynski. Langus. [Miha Kastelic|Kastelic]]. Prešeren se seznami z Ano Jelovškovo.; 3. poglavje: Matija Čop. Andrej Smole.; 4. poglavje: Ane Jelovškove čimdalje bolj intimno razmerje s Prešernom. Tega razmerje svetle in temne strani.; 5. poglavje: Prešeren se preseli v Kranj za odvetnika. Poskus samomora. Prešeren zboli. Ana Jelovšekova se poslovi s svojima dvema otrokoma od Prešerna, ležečega na smrtni postelji. Dagarin. Prešernova smrt. Dr. Bleiweis. Prešernova oporoka.; 6. poglavje: H karakteristiki Prešernove dobe.; 7. poglavje: Pripomnje k nekaterim pesmim Prešernovim. 8. poglavje: Pesnik Prešeren in tedanje družabne razmere v Ljubljani. Nekaj o tedanjih advokatih. Poezija in advokatura. Opazke o Prešernovi oporoki. Svobodomiselnost, največji greh Prešernov. Prešeren, Čop in Smole – zastopniki napredne smeri na Slovenskem.; 9. poglavje: Prešernova narodno-napredna (liberalna) pa duhovniška konservativna (klerikalna) stranka z dr. Janezom Bleiweisom na čelu. Politikar  dr. Janez Bleiweis. Bleiweisovo mnenje o Prešernovi literarni zapuščini v letopisu »Slov. Matice« (1875). Ali je sežgal Dagarin kaj Prešernovih rokopisov? Jurij Prešeren. Dr. Pogačnik. In še enkrat: Prešeren in Bleiweis. Prešeren in Vraz.
Očeta je v spominih opisovala, kot se ga je spomnila sama in kot ji je o njem pripovedovala mati. Delo je napisano pod vplivom tedanjih mladoslovencev; Ernestina namreč poudarja pomen slovenskega jezika in kulture, poleg tega pa je razvidno njeno zavzemanje za združitev južnih Slovanov. Delo ima literarnozgodovinsko vrednost, saj so v njem zgodovinska dejstva, s katerimi lahko interpretiramo Prešernovo delo. Prisotne so nedoslednosti in napake, ki so posledica njene subjektivnosti, z željo, da svojega očeta predstavi v najboljši možni luči. Tako piše, da Prešeren ni posvečal pozornosti mladim dekletom, čeprav je Ana Jelovšek prvega njegovega nezakonskega otroka rodila pri šestnajstih letih.
Loti se tudi interpretacije in pojasnjuje njegove pesmi (Krst pri Savici, Soldaška, Zapuščena, Sonetni venec, Pevcu). Pesmi so večkrat le izhodišče za popisovanje lastnih nazorov o ljubezni, duhovščini, narodu, zato ne moremo govoriti, da gre za prave interpretacije. Bolj pomembna so mesta, kjer obravnava Prešernovo zasebno življenje. NPiše, da je bil Prešeren ponosen, trde volje, svobodomiseln, samozavesten, da ni nikdar izgubil razsodnosti, da je imel izvrsten spomin, da je bil rad neodvisen, laži in krivice ni prenašal. Prešeren je spoved preziral, saj je menil, da krivice namesto človeka ne more popraviti nihče. Uprl se je početju duhovščine, zoper Boga ni nikoli govoril. Izrazito je bil navezan na svojo mater. Svoje dolžnosti je izpolnjeval vestno in natančno, pri delu je bil dosleden. Želel je narodovo neodvisnost, narod naj bi šele po njegovi smrti uvidel, kaj je storil zanj. Domovine ni želel zapustiti niti tedaj, ko bi v Moskvi lahko dobil dobro plačano službo. 
Ernestina je želela Prešerna opravičiti njegove slabosti, kot so nagnjenje do vina, kart, žensk. V poglavjih o ženskah, ki so bile bolj ali manj tesno povezane s Prešernom, je nekoliko pristranska in osebna. Do žensk naj bi bil zelo nezaupljiv, jih zaničeval, ženskam iz uglednejših krogov se je velikokrat posmehoval. Ker je rad dvoril lepim dekletom, so ta mislila, da je vanje zaljubljen, Prešeren je za ženo hotel vzeti le mater svojih otrok. Ernestina dvomi, da je bil Prešeren tako navdušen nad Julijo Primic, kot to opeva v svojih pesmih; ko je spoznal Julijo, je bila še zelo mlada, zato naj ga ne bi zanimala. Ernestina še dodaja, da Julije morda niti ni poznal. Julija naj bi bila tako le pesniška ljubezen, življenjska pa Ana Jelovšek, s katero bi se poročil, ko bi zaslužil dovolj, da bi zmogel preživljati sebe in družino. Svojo mater Ano Jelovšek kaže izrazito brezobzirno, njenega ravnanja, da jo je dala v rejo, da je imela brata raje od nje, ne želi opravičiti.
Popisuje tudi osebe, ki so bile tesneje povezane s Prešernom in njegovim delovanjem, med drugim Čopa, Smoleta, Crobatha, Bleiweisa, Vraza, Dagarina.

### Proza
- Nezakonska mati, črtica (rokopis)
- V temačnih urah, črtica (rokopis)
- V samotni uri, 1900 (Ljubljanski zvon), črtica
- Dan v Vrbi, 1902 (Ljubljanski zvon 22/11 (190)), črtica Dokument v dLib.
- Bilo je, 1903, črtica (rokopis)

### Spomini
- Spomini na dr. J. R. Razlaga (Erinnerungen an dr. I. R. Razlag), 1883 (COBISS)
- Spomini na Frana Levstika (Erinnerungen an Franz Levstik), 1883 (COBISS)
- Spomini na Prešerna (Erinnerungen an Doktor Franz Preširen), 1883 (COBISS)
- Spomini na mojega očeta dr. Franceta Prešerna (Erinnerungen an meinen Vater dr. Franz Prešern), 1888, rokopis
- Nekaj zapiskov o Andreju Smoletu (Einige Notizen über Andreas Smole), 1988, rokopis
- Spomini na Prešerna, 1903 (COBISS)

### Članki
- Preširen človek, 1883 (Ljubljanski zvon) Dokument v dLib.

### Predavanja
- Prešeren in Slovenke, 1903 (Slovenski narod 36/48 (1903))